# نوینهایلینگن
نوینهایلینگن (به آلمانی: Neunheilingen) یک شهر در آلمان است که در اونستروت-هاینیش واقع شده‌است. نوینهایلینگن ۵۱۷ نفر جمعیت دارد.